# Склопакет

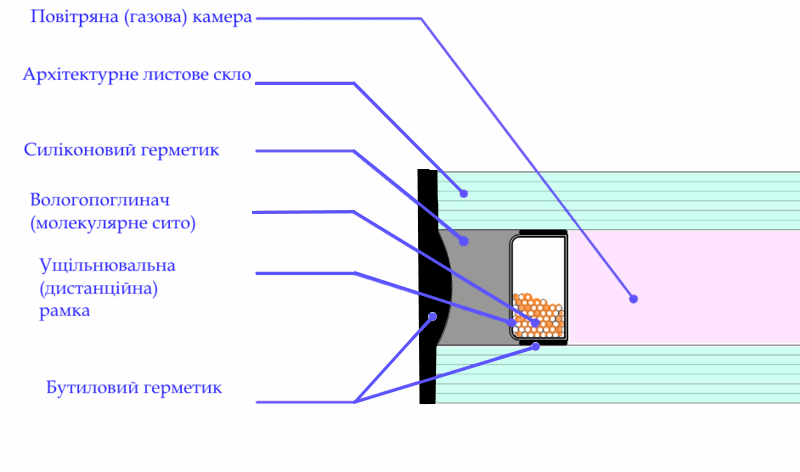
Будова однокамерного склопакета

Склопакет — це два або три (рідше — більше) паралельно в площинах розміщених скла, скріплених між собою по обрису за допомогою ущільнювальних рамок, кутиків (з'єднувачів) та герметиків. Простір між шибками заповнений або повітрям, або інертним газом (аргон, криптон). Благородні гази застосовуються для поліпшення енергоощадних властивостей склопакета, всередині може бути також вакуум.
Переважно використовується у вікнах, але багатошарове або загартоване скло водночас, може застосовуватись як частина конструкції, наприклад суцільна стіна у споруді. Більшість склопакетів виготовляються з однаковою товщиною скла на обох шибках, але для окремих застосувань, як-от шумоізоляція чи безпека, може знадобитися залучення у пристрій, листів скла різної товщини.

## Конструкція

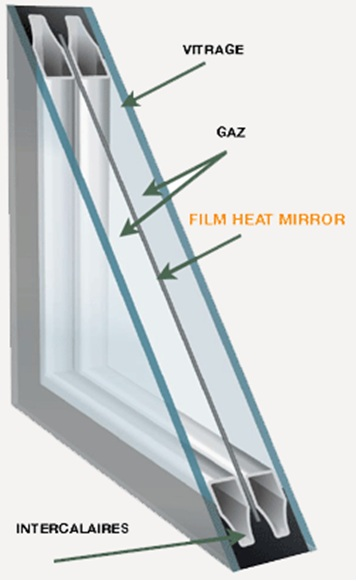

Метод скріплення листів скла — металева (алюмінієва чи «холодна») або пластикова порожниста (дистанційна) рамка. Пластикова рамка (її ще називають «тепла») незначно підвищує опір передавання тепла і зменшує крайове явище запотівання вікна та випадіння роси.
Конструкція склопакета закріплюється смолою (бутил). По всьому периметру промащується силіконовим герметиком, а зовнішній шар — знову бутилом.
Між листами скла найчастіше перебуває повітря, однак для поліпшення показників спротиву теплопередачі всередину склопакета можуть бути закачані інші гази — аргон, криптон, ксенон, їх суміші та інше.

## Характеристика сучасного склопакета
пропускання видимого світла

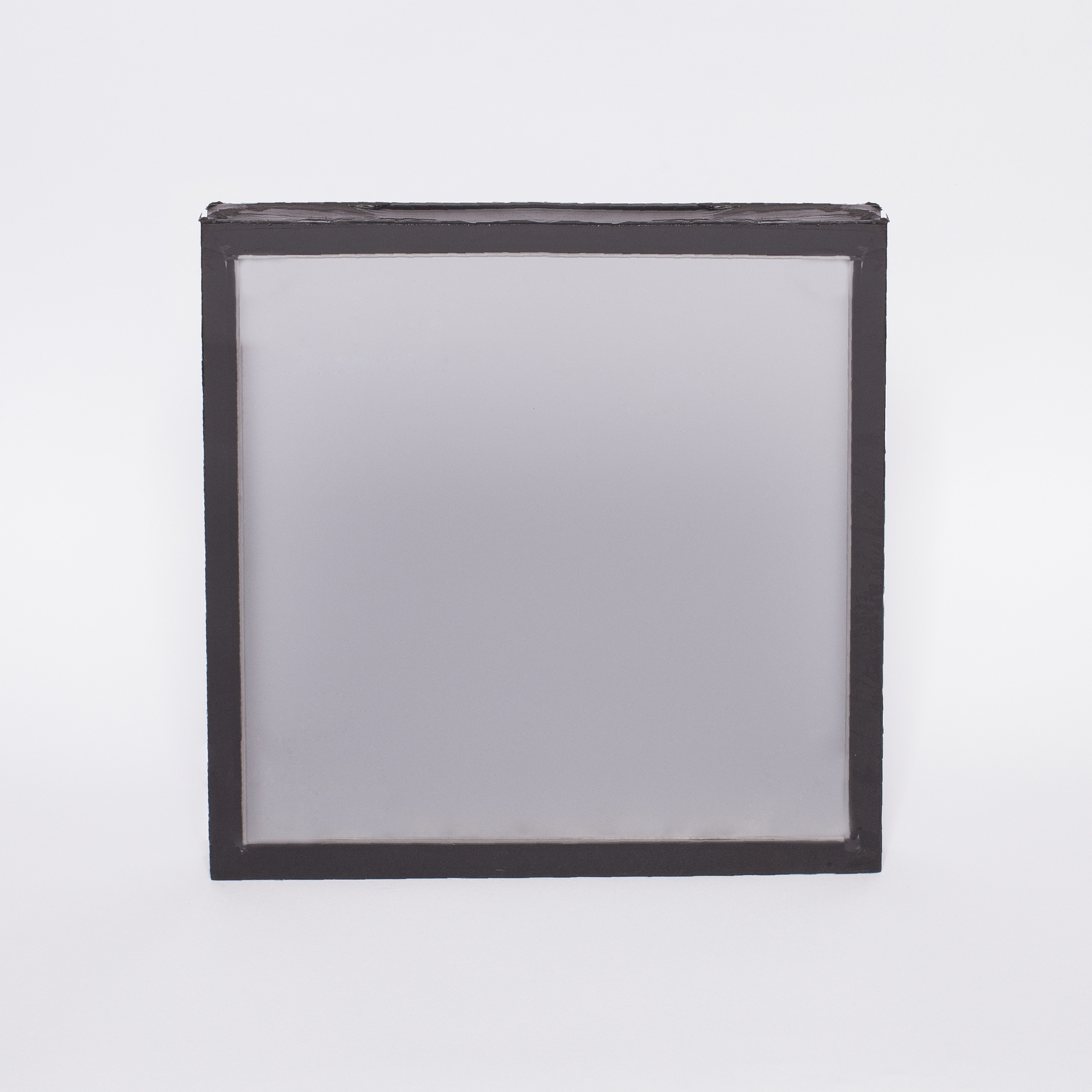
Сучасний склопакет

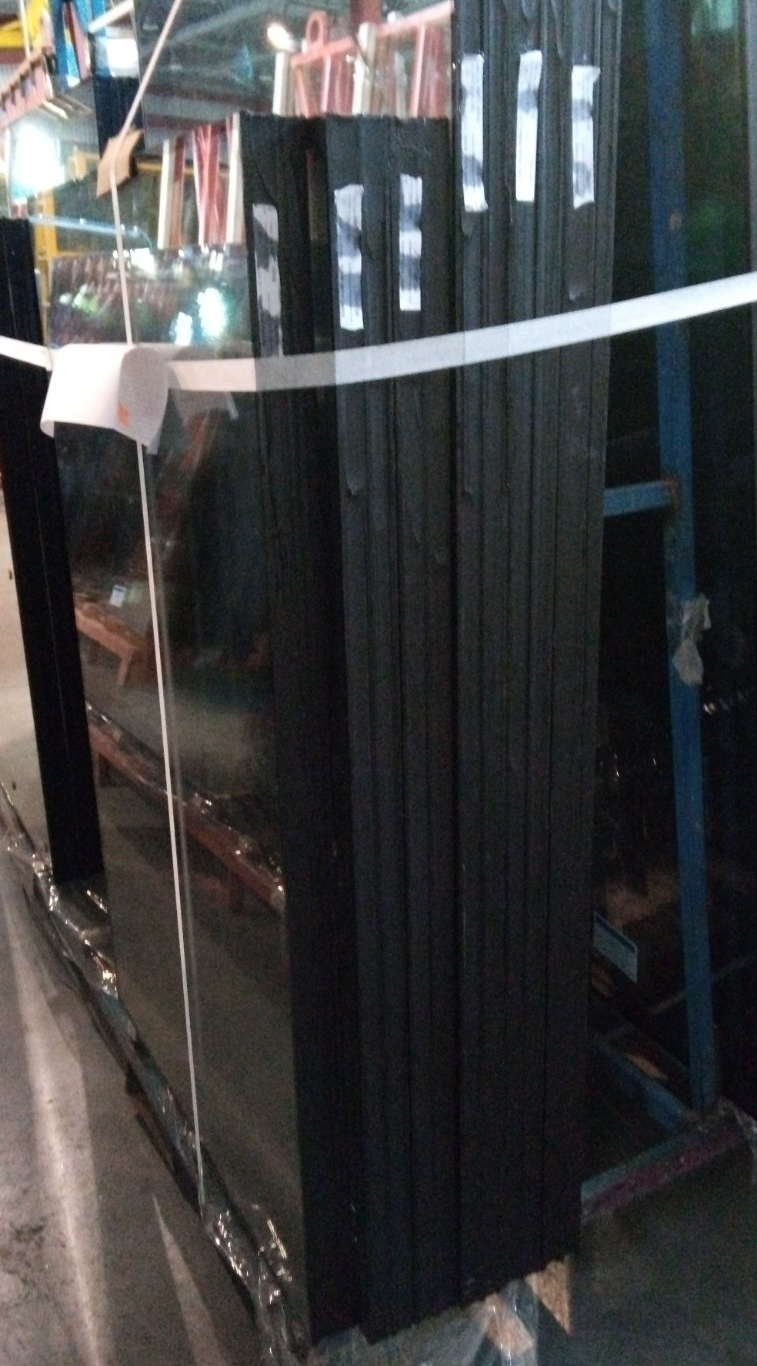
Склопакети, упаковані на піраміді для транспортування на об'єкт замовника

Це процент видимого світла, що напряму проходить крізь скло. Даний показник відповідає за природне освітлення приміщення.
відбиття назовні видимого світла
Процент видимого світла, що відбивається від зовнішньої поверхні скла. Даний показник відповідає за дзеркальність фасаду.
сонячний фактор
Загальна кількість сонячної енергії, котра проникає в приміщення. Чим нижчий сонячний фактор, тим менше сонячного тепла надходить в приміщення, і тим менше навантаження на систему кондиціонування.
опір теплопередачі
Величина, що визначає властивості скла опиратися переносу тепла. Чим вище значення опору передавання тепла, тим менше навантаження на систему опалення приміщення в холодну пору року.
коефіцієнт теплопередачі
Величина, що характеризує теплові втрати безпосередньо крізь скло. Чим нижче коефіцієнт теплопередачі — тим краще скло бореться з тепловтратами.
селективність
Це відношення пропускання світла до сонячного фактору. Чим вище показник селективності, тим затишніше буде в приміщенні.
пропускання ультрафіолетового випромінення
Величина, що свідчить про властивість скла пропускати ультрафіолетове випромінення.
індекс передавання кольору
Величина, що показує здатність скла передавати кольори предметів порівняно з тим як вони виглядають без скла. Чим нижче індекс передавання кольору, тим скло тьмяніше.
поглинання сонячної енергії
Величина, що визначає властивість скла поглинати частку сонячної енергії.

## Види склопакетів

### Класифікація склопакетів
За ДСТУ Б В.2.7-107:2008 класифікація склопакетів за призначенням наступна:

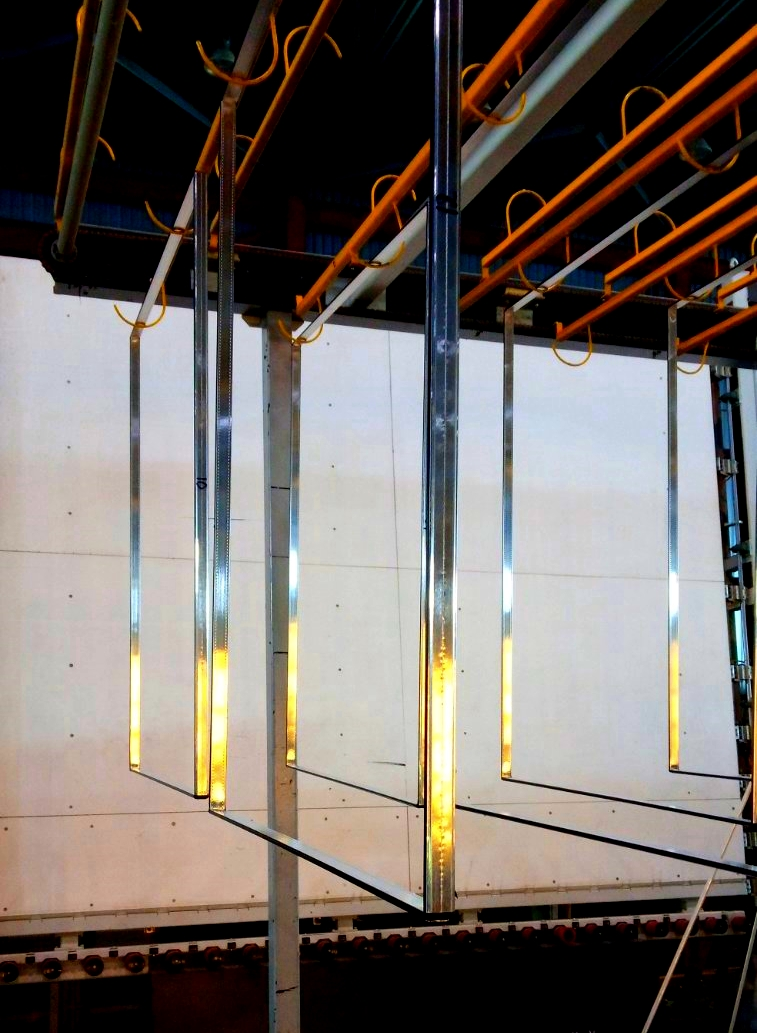
На ділянці виробництва дистанційних рамок

за властивостями (призначенням)загальнобудівельного призначення: будівельного призначення із спеціальними властивостями
ударостійкі (УД)
енергоощадні (Е)
сонцезахисні (С)
шумозахисні (Ш)
морозостійкі (М)
У цьому списку немає мультифункціональних склопакетів, які поєднують в собі кілька властивостей (наприклад — енергоощадні та сонцезахисні функції).
За марками скла, що застосовані
4 (6, 8, 10 тощо) — вказує на товщину скла, яка використовується;
М0 (М1, М2, М3 тощо) — марка безбарвного листового скла, котра одержується способом витяжки (маркування притаманне для заводів в Російській Федерації та Білорусі);
4FL або 4float — флоат-скло товщиною 4 мм (маркування країн Європи, те саме, що в Російській Федерації М0…3);
також: звичайне, енергоощадне «К» або «І» типу — листи скла з низькоемісійним покриттям, котрі надають можливість значно підняти енергоощадні властивості, особливо з використанням газонаповнення.
За кількістю камер
Між кожними двома листами скла утворюється простір, котрий називається камерою. Через це, склопакети поділяють на однокамерні (два листи скла) — СПО, двокамерні (три листи скла) — СПД, тощо. Більше двох камер застосовувати не доцільно, бо занадто збільшується вага пакета; зберігання тепла досягається ущільненням по краях, застосуванням енергоощадних поверхонь, наповнення інертними газами камер, тощо.
За товщиною
Товщина склопакета — це повна товщина блоку разом зі скляною та повітряною частинами. Зустрічаються склопакети завтовшки 24, 32, 36, 42, 44 мм і ін.

### Формула склопакета

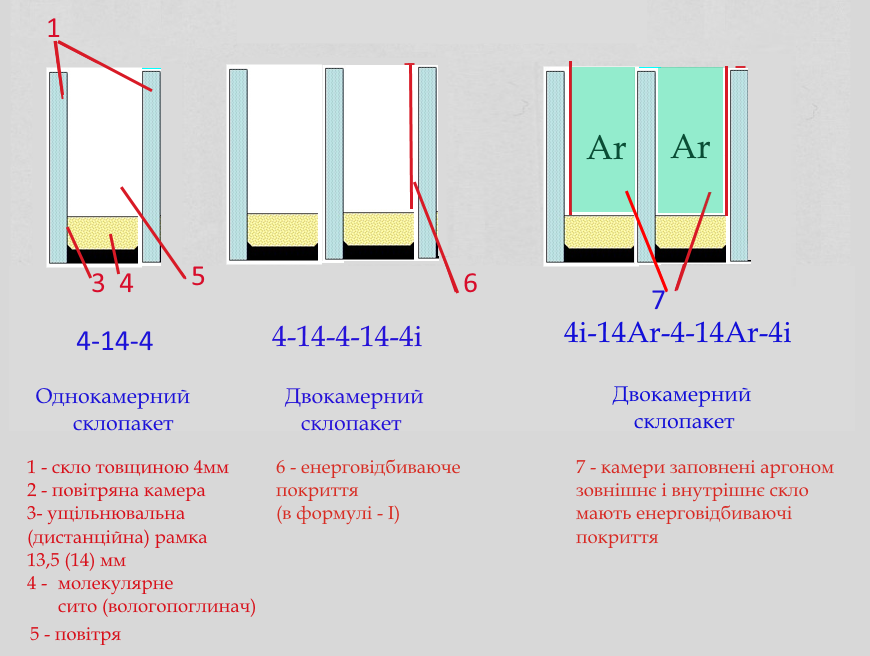
Формула склопакета

Формула склопакета — це умовне позначення, що визначає структуру склопакета від зовнішнього шару (на вулицю) до внутрішнього (в приміщення) — скло/марка — відстань/наповнення — скло/марка; цифри — розміри (товщина, проміжок) в мм.
Приклад:
8M1-16-4M1-12Ar-4K: 8 мм скло марки М1 — 16 мм відстань між шибками, заповнена повітрям — 4 мм скло М1 — 12 мм проміжок, заповнена аргоном — 4 мм К-скло.
Більш складні формули
4i-14ar-4-14ar-4i Склопакет на дві камери, скло зовнішнє та внутрішнє 4 мм — енергоощадні з м'яким покриттям (буква І), середнє 4 мм флоат (звичайне листове нефарбоване), алюмінієва рамка 14 мм (називають холодна, фактично 13,5мм). Обидві камери заповнені інертним газом аргон. Товщина пакета 4 + 14 + 4 + 14 + 4 = 40 мм.
4i-16ar-4-20ar-4i Зовнішнє та внутрішнє скло 4 мм — енергоощадні з м'яким покриттям, середнє 4 мм, дві камери з алюмінієвими рамками 16 и 20 мм. Інертний газ аргон. Товщина — 4 + 16 + 4 + 20 + 4 = 48 мм.
6М1-12-4М1-16Ar-4М1 3-и скла з листового флоат-скла марки М1: зовнішнє завтовшки 6 мм, середнє і внутрішнє — по 4 мм. Перша камера повітряна, завширшки 12 мм, друга — 16 мм, заповнена аргоном. Рамка з алюмінію. Товщина пакета — 42 мм.
СПД (40) 4i-14TP+Ar-4M1-14TP+Ar-4M1 У склопакета передбачено енергоощадне скло (товщина 4 мм), два стандартних прозорих скла марки М1, товщиною 4 мм, 2 теплі ущільнювальні рамки, повітряні камери заповнені аргоном. Двокамерний склопакет товщиною 40 мм (СПД — склопакет двокамерний; так маркують у Російській Федерації та Білорусі).
4ESG–16–4–14Ar–4i Мультифункціональний двокамерний склопакет. Все використане скло різне, хоча товщина по 4 мм: перше загартоване, друге звичайне, у третього зроблено низькоемісійне напилення. До першої камери закачане повітря, в другу — аргон. У пакеті застосовується алюмінієва дистанційна рамка. Загальна товщина склопакета за формулою — 42 мм.
Розповсюдження та застосування
Зі збільшенням відстані між листами скла до 16 мм (в кожній камері) теплоізоляційні властивості склопакета зростають, але понад 24 мм, починають погіршуватися через зростання конвективного теплопередавання в просторі між листами скла. Для двокамерного склопакета зі звичайного скла з повітряним наповненням найкращою формулою є 4-16-4-16-4 (44 мм)
Однокамерні вузькі склопакети часто використовуються для повторного внутрішнього скління балконного блоку, коли сам балкон зовні вже засклений.
На шумозахист, проміжок в однокамерному пакеті майже не впливає. Відчутний результат дає застосування триплекса, листів скла з відмінною товщиною, а також двокамерних пакетів з неоднаковою відстанню між шибками, що мають різну резонансну частоту звукопередавання.

### Вплив товщини скла
Окрім показників пропускання тепла, варто враховувати, що, скажімо, склопакети зі склом завтовшки 4 та 6 мм, пропускають на 32 дб менше шуму, порівняно зі стандартними 4 мм шибками.

## Виробники склопакетів
Виробниками склопакетів на сьогоднішній день (2000-і) найчастіше є компанії, що виготовляють пластикові вікна. Однак є й компанії, які роблять лише склопакети.